# Komisja Nadzwyczajna do walki z nadużyciami
Komisja Nadzwyczajna do walki z nadużyciami – jednostka organizacyjna Prezesa Rady Ministrów, powołana w celu zwalczania czynów niezgodnych z przyjętymi normami postępowania, naruszającymi interes Państwa.

## Powołanie Komisji
Na podstawie rozporządzenia Prezydenta RP z 1927 r. o utworzeniu Komisji Nadzwyczajnej do walki z nadużyciami, naruszającymi interesy Państwa ustanowiono Komisję.
Wykonanie rozporządzenia poruczono Prezesowi Rady Ministrów, Ministrowi Sprawiedliwości oraz pozostałym ministrom we właściwym każdemu zakresie działania.

## Zakres czynności Komisji
Do zakres czynności Komisji Nadzwyczajnej należało:
- wykrywanie i dochodzenie wszelkich czynów karygodnych,
- zwalczanie czynów naruszających interesów Państwa w urzędach, instytucjach i przedsiębiorstwach państwowych,
- zwalczanie czynów występujących w monopolach, zakładach, fundacjach, stowarzyszeniach i spółkach, działających z udziałem finansowym Skarbu Państwa,
- prowadzenia śledztw w jednostkach korzystających z gwarancji lub pomocy finansowej Państwa.

Zakres czynności Komisji nie obejmował zakładów, fundacji i stowarzyszeń, służących wyłącznie celom religijnym lub naukowym.

## Skład Komisji
Komisja składała się z przewodniczącego i czterech członków mianowanych przez Prezydenta RP na wniosek Rady Ministrów spośród sędziów i prokuratorów cywilnych i wojskowych. Ponadto w skład Komisji wchodzili członkowie  Kolegium Najwyższej Izby Kontroli.
Wniosek o mianowanie sędziego lub prokuratora przedstawiał Radzie Ministrów właściwy minister. Wniosek o mianowanie członka Kolegium Najwyższej Izby Kontroli był przedstawiony w porozumieniu z prezesem NIK.

## Uprawnienia przewodniczącego Komisji
Przewodniczącemu Komisji Nadzwyczajnej służyło prawo powoływania za pośrednictwem władzy przełożonej do prac Komisji Nadzwyczajnej urzędników i funkcjonariuszy państwowych, w tym:
- oficerów służby czynnej,
- pracowników instytucji państwowych i przedsiębiorstw,
- urzędników Banku Polskiego,
- kontrolerów Najwyższej Izby Kontroli,
- sędziów i prokuratorów;

Zlecenia członkom Komisji i osobom, powołanym do prac w Komisji, czynności związanych z wykrywaniem i dochodzeniem następowało zgodnie rozporządzeniem.
Postanowienia Komisji Nadzwyczajnej zapadały większością głosów przy obecności co najmniej trzech osób wchodzących w jej skład.

## Badane sprawy przez Komisję
Komisja Nadzwyczajna przystępowała do badania spraw:
- przekazanych jej przez Prezesa Rady Ministrów lub Kolegium Najwyższej Izby Kontroli;
- z inicjatywy własnej, gdy posiadane przez Komisję materiały pozwalały przypuszczać karygodne naruszenie interesów Państwa.

Komisja nadzwyczajna decydowała o wszczęciu śledztwa w poszczególnych sprawach, według ustaw obowiązujących na poszczególnych obszarach prawnych sędziego śledczego  i właściwego prokuratora.  Przewodniczący i członkowie Komisji Nadzwyczajnej oraz sędziowie i prokuratorzy, powołani do prac Komisji, władni byli prowadzić śledztwo na całym obszarze Państwa.
Świadków i biegłych przesłuchiwano pod przysięgą.
Osoby powołane do prac Komisji a nie mające uprawnień sędziów śledczych, na zasadzie upoważnienia pisemnego przewodniczącego Komisji lub prowadzącego śledztwo - żądali od instytucji okazywania wszelkich ksiąg, aktów, dokumentów, rachunków i innych pism oraz  udzielania wyjaśnień ustnych i pisemnych.
Przewodniczący Komisji Nadzwyczajnej obowiązany był do składania bezpośrednio Prezesowi Rady Ministrów sprawozdań z czynności Komisji.